# العلاقات التشيلية الدومينيكية
العلاقات التشيلية الدومينيكية هي العلاقات الثنائية التي تجمع بين تشيلي ودومينيكا.

## مقارنة بين البلدين
هذه مقارنة عامة ومرجعية للدولتين:
| وجه المقارنة                                              | تشيلي                         | دومينيكا              |
| --------------------------------------------------------- | ----------------------------- | --------------------- |
| المساحة (كم2)                                             | 756.10 ألف                    | 751                   |
| عدد السكان (نسمة)                                         | 17.37 مليون                   | 73.92 ألف             |
| الكثافة السكانية (ن./كم²)                                 | 22.97                         | 9.84 ألف              |
| العاصمة                                                   | سانتياغو                      | روسو                  |
| اللغة الرسمية                                             | اللغة الإسبانية               | لغة إنجليزية          |
| العملة                                                    | بيزو تشيلي، وحدة حساب تشيلية ‏ | دولار شرق الكاريبي    |
| الناتج المحلي الإجمالي (بليون دولار)                      | 277.08 مليار                  | 562.54 مليون          |
| الناتج المحلي الإجمالي (تعادل القوة الشرائية) بليون دولار | 419.39 مليار                  | 789.63 مليون          |
| الناتج المحلي الإجمالي الاسمي للفرد دولار أمريكي          | 13.42 ألف                     | 7.12 ألف              |
| الناتج المحلي الإجمالي للفرد دولار أمريكي                 | 22.07 ألف                     | 10.88 ألف             |
| مؤشر التنمية البشرية                                      | 0.832                         | 0.724                 |
| رمز المكالمات الدولي                                      | +56                           | +1767                 |
| رمز الإنترنت                                              | .cl                           | .dm                   |
| المنطقة الزمنية                                           | 00، 00، 00، 00                | 00، توقيت أطلنطي موحد |

## منظمات دولية مشتركة
يشترك البلدان في عضوية مجموعة من المنظمات الدولية، منها:
| علم المنظمة | اسم المنظمة                                                          | تاريخ انضمام تشيلي | تاريخ انضمام دومينيكا |
| ----------- | -------------------------------------------------------------------- | ------------------ | --------------------- |
|             | مؤسسة التنمية الدولية                                                | 30 ديسمبر 1960     | 29 سبتمبر 1980        |
|             | يونسكو                                                               | 7 يوليو 1953       | 9 يناير 1979          |
|             | وكالة ضمان الاستثمار متعدد الأطراف                                   | 12 أبريل 1988      | 7 أكتوبر 1991         |
|             | الأمم المتحدة                                                        | 24 أكتوبر 1945     | 18 ديسمبر 1978        |
|             | وكالة حظر الأسلحة النووية في أمريكا اللاتينية ومنطقة البحر الكاريبي ‏ | ?                  | ?                     |
|             | الاتحاد البريدي العالمي                                              | ?                  | ?                     |
|             | البنك الدولي للإنشاء والتعمير                                        | 31 ديسمبر 1945     | 29 سبتمبر 1980        |
|             | الاتحاد الدولي للاتصالات                                             | 1908               | 28 أكتوبر 1996        |
|             | منظمة حظر الأسلحة الكيميائية                                         | ?                  | ?                     |
|             | مؤسسة التمويل الدولية                                                | 15 أبريل 1957      | 29 سبتمبر 1980        |
|             | منظمة التجارة العالمية                                               | ?                  | ?                     |
|             | منظمة الشرطة الجنائية الدولية                                        | ?                  | ?                     |

## وصلات خارجية
- موقع وزارة الخارجية التشيلية